# Лазар Карно
Лазар Николас Маргерит, гроф Карноа (13. мај 1753—2. август 1823) је био француски политичар, инжењер, масон и математичар. Истакнути је учесник Француске револуције током које је обављао функцију председника Националног конвента (1794) и директора (1795-1797).

## Младост
Рођен је у Нолају. Школовао се у Бургундији за артиљеријског генерала и инжењера. Студирао је заједно са Бенџамином Френклином. Године 1784. унапређен је у чин капетана. По избијању Француске револуције (1789), укључује се у политички живот. Постао је делегат у Законодавној скупштини 1791. године. Иако је био члан Скупштине, изабран је у Комитет за јавне инструкције. Радио је на реформи наставног и образовног система, али његови предлози нису спроведени због насилне друштвене и економске климе револуције.

## Политичка каријера
Карно је од 1792. године члан Националног конвента који је наследио Законодавну скупштину. Последње месеце 1792. године провео је у Бајону где је имао задатак да спречи евентуални продор Шпанаца. По повратку у Париз, Карно је гласао за погубљење Луја XVI, иако је био одсутан током његовог суђења. Дана 14. августа 1793. године Карно је изабран у Комитет јавног спаса као један од министара рата.
Карно је радио на стварању француске националне армије која би се супротставила снагама Прве коалиције. Увео је војну обавезу. Карноове реформе подигле су број француских војника са 645.000 (средином 1793. године) на 1.500.000 (септембар 1794. године). Заслужан је за гушење устанка у Вандеји због чега је стекао надимак "Организатор победе". На јесен 1793. године преузео је команду над армијом која се борила на северном фронту и допринео је победи Жана-Батиста Журдана у бици код Ватињија. Карно није предузео никакве кораке у циљу спречавања јакобинског терора, али је узео учешћа у Термидорској реакцији током које је Максимилијан Робеспјер збачен са власти заједно са јакобинцима.

### Директоријум
Након оснивања Директоријума (1795), Карно је постао један од петорице директора. Прве године постојања Директоријума, директори нису радили у складу са законодавним органима - Саветом старијих и Саветом пет стотина. Дошло је до разлаза директора Карноа, Етјена Франсоа Летурнера и Франсоа Бартелемија са једне и Паула Бараса, Жана-Франсоа Ревбела и Луја Мариа де ла Ларевељера-Лепоа са друге стране. Карно и Бартелеми подржавали су идеју преговора са чланицама Прве коалиције како би се зауставио рат. Летурнер је на његову умереност гледао као на слабост. Карно је са власти збачен у државном удару 18. фруктидора (4. септембар 1797) кога су организовали генерали Лазар Ош, Пјер Ожеро и Наполеон Бонапарта. Уточиште је пронашао у Женеви.

### Француско царство
Наполеон Бонапарта је у државном удару 18. бримера збацио власт Директоријума (1799). Следеће године поставио је Карноа за министра рата. Карно је обављао своју функцију у време битке код Маренга. Противио се идеји да Наполеон именује своје синове за наследнике сматрајући да ће тиме његова власт постати деспотска. Након Наполеоновог крунисања за цара (1804), повлачи се из јавног живота. Вратио се у политички живот после Наполеоновог катастрофалног пораза у Русији. Водио је одбрану Антверпена од снага Шесте коалиције. Предао га је на захтев грофа Артоа, млађег брата Луја XVIII и каснијег краља Карла X.
Током Наполеонових сто дана, Карно је служио као министар унутрашњих послова. Прогнан је из Француске након Бурбонске рестаурације. Преселио се у Варшаву, а затим у Пруску. Умро је у Магдебургу. Његови посмртни остаци покопани су у париском Пантеону 1889. године истовремено кад и остаци Франсоа Марсоа, још једног истакнутог генерала Француских револуционарних ратова.